# Automate transposé
En théorie des automates, l'automate transposé d'un automate fini {\displaystyle {\mathcal {A}}}, noté {\displaystyle {\mathcal {A}}^{R}}, est un autre automate fini, qui reconnaît les miroirs des mots reconnus par {\displaystyle {\mathcal {A}}}. Par exemple si {\displaystyle {\mathcal {A}}} reconnaît le mot aaaababa, alors {\displaystyle {\mathcal {A}}^{R}} reconnaît ababaaaa.
On parle aussi d'automate miroir. Une autre notation est {\displaystyle {\mathcal {A}}^{t}}.

## Définition formelle
Soit un automate fini (déterministe ou non déterministe) {\displaystyle {\mathcal {A}}=(Q,{\mathcal {F}},I,T)} où {\displaystyle I} et {\displaystyle T} sont les états initiaux et terminaux et où {\displaystyle {\mathcal {F}}} est l'ensemble des transitions.
L'automate transposé de {\displaystyle {\mathcal {A}}} est l'automate obtenu en inversant le sens des transitions, et en échangeant les états initiaux avec les états terminaux. Formellement, c'est l'automate{\displaystyle {\mathcal {A}}^{R}}.
{\displaystyle {\mathcal {A}}^{R}=(Q,{\mathcal {F}}^{R},T,I)},
où {\displaystyle {\mathcal {F}}^{R}=\{(p,a,q)\mid (q,a,p)\in {\mathcal {F}}\}}.

## Propriété et utilisations
Le langage reconnu par l'automate transposé est formé des images miroir des mots reconnus par l’automate de départ.
En général, l'automate transposé n'est pas déterministe, mais la déterminisation de l'automate donne un automate déterministe minimal.
L'automate transposé est notamment utilisé dans l'algorithme de Brzozowski pour la minimisation d'un automate fini déterministe.